# Rinxent
Rinxent – miejscowość i gmina we Francji, w regionie Hauts-de-France, w departamencie Pas-de-Calais.
Według danych na rok 1990 gminę zamieszkiwało 2860 osób, a gęstość zaludnienia wynosiła 341 osób/km² (wśród 1549 gmin regionu Nord-Pas-de-Calais Rinxent plasuje się na 294. miejscu pod względem liczby ludności, natomiast pod względem powierzchni na miejscu 425.).